# قیفک‌واران
قیفک‌واران (نام علمی: Conoidea) نام یک بالاخانواده از راسته نوشکم‌پایان است.